# Chaetostrichella rufina
Chaetostrichella rufina är en stekelart som först beskrevs av Novicki 1936.  Chaetostrichella rufina ingår i släktet Chaetostrichella och familjen hårstrimsteklar. Inga underarter finns listade i Catalogue of Life.